# ГАМ-ансамбль
ГАМ-ансамбль («Галерея актуальной музыки») — музыкальный коллектив, специализирующийся на исполнении современной академической музыки.
Основатель, художественный руководитель и дирижер ГАМ-ансамбля — Олег Пайбердин.

## Состав ансамбля
Ансамбль «Галерея актуальной музыки» создан в 2010 году в Москве композитором Олегом Пайбердиным. В него вошли солисты из квартета саксофонов Андрея Кравченко, квартета флейт Святослава Голубенко, Эдита Фил (флейта), Федор Амиров (фортепиано), Михаил Безносов (кларнет), Светлана Бойченко (сопрано), Даниил Екимовский (фортепиано), Сергей Асташонок (виолончель), Владислав Народицкий (скрипка), Григорий Дьяченко (туба), Андрей Виницкий (ударные) и другие музыканты. Многие из них участвовали в программах Московской филармонии «Филармонический дебют», «Молодые таланты» и являются солистами Московской филармонии.

## Репертуар
Основная миссия ГАМ-ансамбля — исполнение новой музыки с акцентом на произведениях, написанных за последние 15-20 лет современными композиторами, инициирование проектов на пересечении музыкального и визуального аспектов в искусстве. В программы ГАМ-ансамбля так же включены произведения классиков отечественного и зарубежного музыкального авангарда XX века.

## Партнеры
ГАМ-ансамбль взаимодействует с Московской государственной академической филармонией , Государственным центром современного искусства (ГЦСИ), Государственным центральным музеем музыкальной культуры имени М. И. Глинки, Благотворительным фондом П. Юргенсона, Ассоциацией современной музыки, Союзом композиторов России, ЗАО «Музыкальный форум», независимым лейблом Monopoly Records, Польским культурным центром в Москве, Институтом Адама Мицкевича в Варшаве, Киноцентром «Рекорд» в Нижнем Новгороде, Мастерской новой музыки Autograph в Екатеринбурге, Галереей современного искусства «Стерх» в Сургуте.
В июне 2010 года ГАМ-ансамбль выступил с тремя концертами на Втором Московском международном фестивале актуальной музыки «Другое пространство» в Московской филармонии. Один из них — с премьерами произведений, специально написанных для ГАМ-ансамбля молодыми композиторами Союза композиторов России. В концертном сезоне 2010-2011 гг. состоялся гастрольный тур коллектива в рамках филармонической программы «Другое пространство» в городах России, Украины и Франции. Ансамбль также участвовал в филармонических абонементах «Живая дорожка I» в Камерном зале Московской филармонии, «Живая дорожка II» в Государственном центре современного искусства (ГЦСИ), «По ту сторону Уральского хребта» в Большом зале Свердловской филармонии, а также в фестивалях «Контрасты» (Львов), «Панорама музыки России», III фестивале современного искусства имени Д. А. Пригова (ГЦСИ, Москва), «Петербургская музыкальная весна-47» (Союз композиторов России), Биеннале графики «Бумеранг» (Музей современного искусства PERMM, Пермь), Международном проекте «То, что мы слышим, то, что смотрит на нас» (Центр искусств Энгиен-Ле-Бен, Франция), фестивале современного искусства «Юбилейные приношения галерее Стерх» (Сургут), проекте «Ночь в музее ГУЛАГа-2011: В диалоге. Аудио-визуальные импровизации» (Москва), Первом ночном международном фестивале современной академической музыки «Опус 52» (Нижний Новгород) и др.